# Batalla de Port-en-Bessin
La batalla de Port-en-Bessin també coneguda com a Operació Aubery va tenir lloc del 7 al 8 de juny de 1944, en un petit port pesquer a l'oest d'Arromanches durant el desembarcament de Normandia durant la Segona Guerra Mundial. El poble es trobava entre Omaha Beach a l'oest al sector del V Cos estatunidenc i Gold Beach a l'est al sector del XXX Cos britànic. Un objectiu durant l'operació Overlord, el port fortificat va ser capturat pel Comando núm. 47 (Royal Marines) de la 4a Brigada de Serveis Especials.

## Rerefons

### Platges Omaha i Gold
El port es trobava entre les platges d'Omaha i Gold i estava a prop de Blay, el lloc d'un possible lloc de comandament per al general Montgomery, el comandant de les Forces Terrestres Aliades. També s'havien d'establir dipòsits britànics d'emmagatzematge de gasolina i petroli a prop del port i per a les forces nord-americanes a St. Honorine a 3,2 km a l'oest, sota el nom en clau Tombola, per ser omplert des dels vaixells cisterna en alta mar, utilitzant oleoductes amb boia. El 25 de juny es va obrir el primer gasoducte a Port-en-Bessin.

## Preludi

### Invasió de Normandia

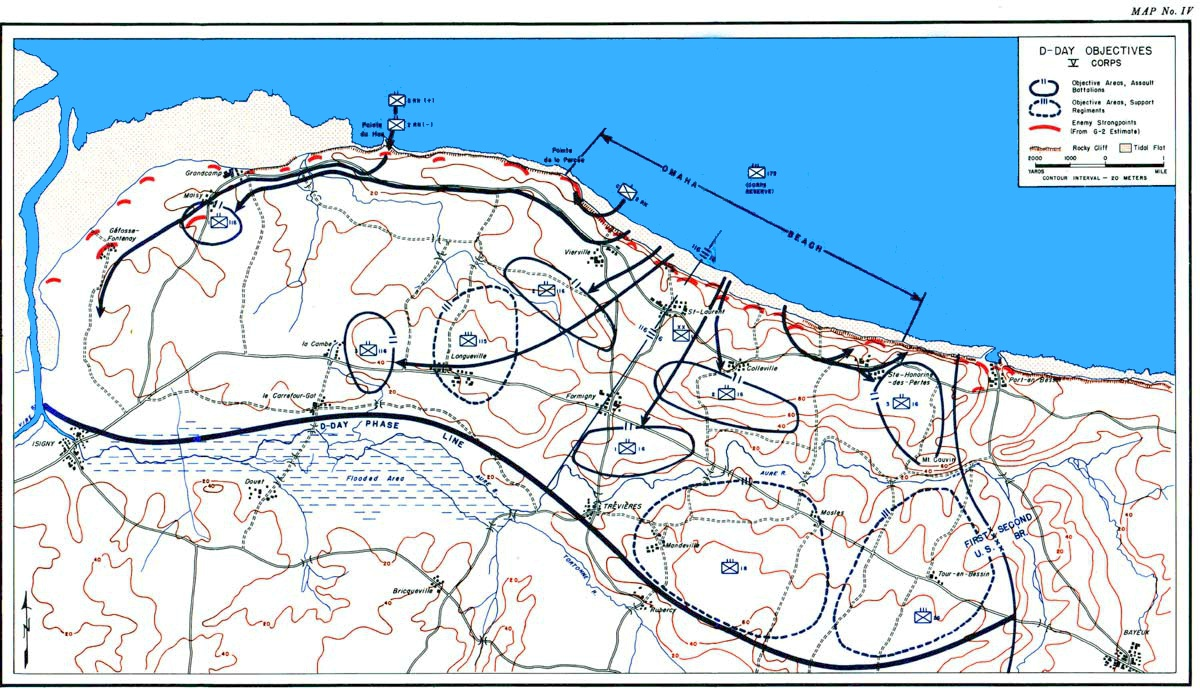
Mapa oficial que mostra els objectius del V Cos dels EUA per al dia D, Port-en-Bessin es troba al flanc oriental de la platja d'Omaha

El 47è Comando RM es va embarcar en vaixells de transport per a la invasió el 3 de juny de 1944 i va deixar el Solent en dos vaixells el 5 de juny. A les 5:00 del matí del 6 de juny, a 13 km de la costa de Normandia, van ser carregats en 14 Landing Craft Assault (LCA), cadascun amb 30 soldats i es va dirigir cap a Gold Beach. Aviat, els grans canons de Le Hamel i Longues van poder apuntar als LCA que s'acostaven. Com a conseqüència, una LCA va ser tocada i enfonsada, dotze marines van morir o ofegats, onze van resultar ferits greus però encara van poder arribar a la costa. Quan els altres LCA es van traslladar, van haver de creuar una àmplia banda de portes belgues construïdes a partir de bigues d'acer, moltes de les quals estaven cobertes amb mines. La marea va cobrir molts dels obstacles quan les LCA del 47 Comando van passar per sobre d'ells, evitant que els obstacles fossin eliminats pels marines i quatre dels LCA van ser empalades i enfonsades per explosius adjunts. Alguns marines van nedar a terra, però es van perdre 43 homes i gran part de l'equip sense fil de la unitat.

### El desembarcament

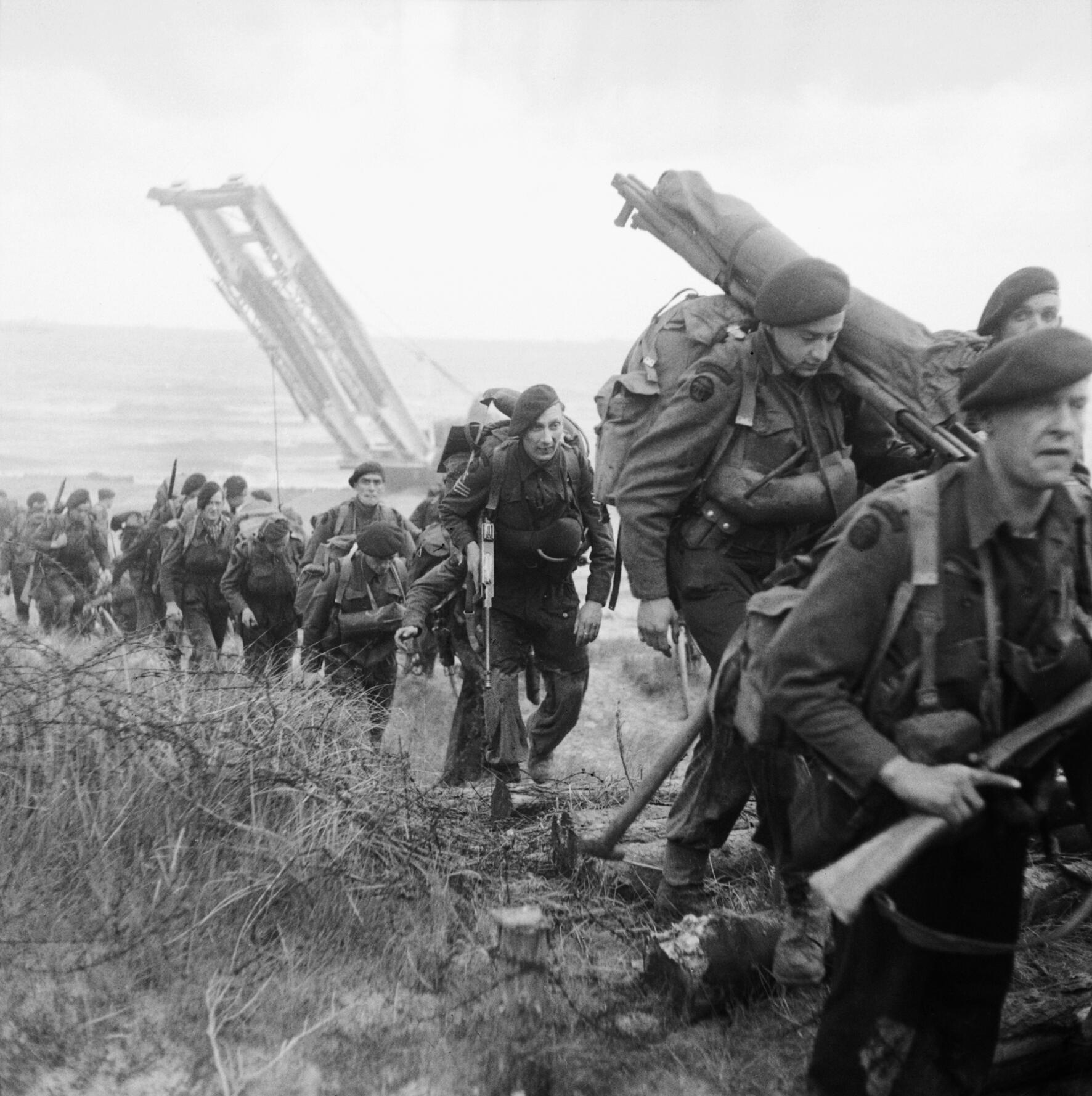
Els comandos britànics es mouen terra endins durant l'operació Overlord

Aplegant-se a la platja, el Comando 47 (RM) li quedaven uns 300 homes, havent perdut 28 morts o ofegats, 21 ferits i 27 desapareguts. Els Comandos van agafar en préstec una ràdio a la seu de la 231a Brigada d'Infanteria i van marxar pel camp en direcció a Port-en-Bessin. Els marines havien rebut l'ordre d'evitar les tropes del 726è Regiment de la 716a Divisió d'Infanteria Estàtica a Longues-sur-Mer a la carretera d'Arromanches a Port-en-Bessin, desplaçant-se terra endins, abans d'anar cap al port 19 km a l'oest i enllaçar amb el Primer Exèrcit dels EUA mentre avançava des de la platja d'Omaha. A primera hora del vespre, el 47 Comando es va trobar amb les tropes alemanyes a La Rosière, on va morir un comando i onze van resultar ferits. Els homes del 47 Comando van prendre armes i equipament alemanys per reemplaçar l'equip que havien perdut durant el desembarcament. Quan el sol s'havia post, 47 Comando havia arribat al punt 72 a Escures, a uns 2,4 km del port, on van cavar, per tal que els Comandos es preparessin per atacar les posicions alemanyes a Port-en-Bessin i als voltants l'endemà al matí ben d'hora.

## La batalla

### 7-8 de juny
Les principals defenses de Port-en-Bessin eren en penya-segats de 61 m d'alçada coneguts com les característiques occidentals i orientals, a banda i banda del buit on es trobava el port. S'havia construït una posició atrinxerada i formigonada just al sud del port a la carretera de Bayeux, amb més defenses al port. Abans que la xarxa sense fil fos reparada per organitzar foc de cobertura, els marines van començar una batalla casa per casa pel port. La posició defensiva a la carretera de Bayeux va ser carregada i ràpidament superada i els seus ocupants capturats. A la tarda, després d'un bombardeig de l'HMS Emerald i tres esquadrons de Typhoons disparant coets RP-3, els punts forts del cim del penya-segat van ser atacats i la base de la característica occidental capturada. Una tropa va avançar cap a l'est contra el foc de rifles i metralladores i el llançament de granades pel vessant obert, que també estava minat i tenia llançaflames amagats. Quan els marines estaven ben amunt del vessant, dos vaixells FLAK al port van obrir foc, matant-ne dotze i ferint-ne 17, més de la meitat de la tropa en pocs minuts, forçant-la a retirar-se.

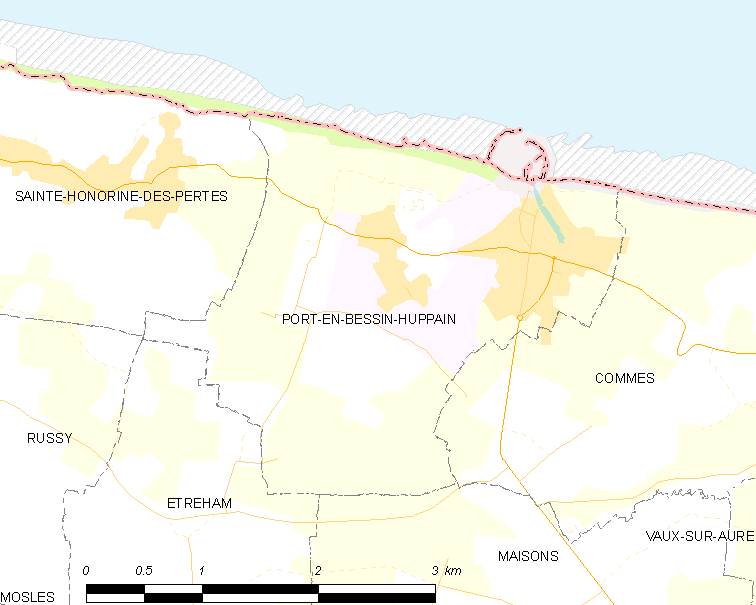
Mapa de la zona de Port-en-Bessin (comuna FR insee codi 14515)

Els contraatacs alemanys van envair el quarter general posterior del Comando i un atac a través de la carretera Escures-Port-en-Bessin va tallar la tropa que defensava Escures. La força del comando al port es va reduir a 280 homes, molts dels quals van resultar ferits, però l'escassetat de municions es va pal·liar per diversos membres de la 522 Companyia Royal Army Service Corps, que van conduir subministraments a través de foc de metralladores i tancs alemanys. Les defenses alemanyes a la zona del port consistien en punts forts dispersos, que els marines van atacar individualment i van netejar el port gradualment en una sèrie d'atacs costosos. Els vaixells FLAK van continuar disparant i les municions es van anar disminuint. El capità Cousins va dirigir una patrulla de reconeixement cap a la característica oriental i va trobar un camí en zig-zag sense defensa fins a les fortificacions de la part superior. Amb la foscor, Cousins va dirigir un grup de quatre oficials i 25 homes amunt del turó sense ser observats i van sorprendre els defensors, que es van veure confusos. Aleshores, els marines es van trobar amb un búnquer de formigó, al qual Cousins i quatre homes van precipitar. Cousins va ser mort per una granada i els homes que l'acompanyaven van resultar ferits, però el búnquer alemany va ser capturat. Superats en nombre quatre a un pels alemanys, van lluitar a través del formigó, els atrinxeraments, les mines i les defenses de filferro de pues. Les posicions alemanyes van ser capturades una a una i abans de l'alba la oriental havia estat ocupada. La caiguda del blocaus de l'Est va persuadir els alemanys restants a la Característica Occidental perquè es rendessin. El capità Terry Cousins va ser nominat per a la Creu Victòria pel seu lideratge, coratge i iniciativa, però va ser rebutjat per disgust dels Comandos. Els Comandos van tornar a ocupar Escures i a les 4:00 del matí del 8 de juny, el comandant de la guarnició i 300 homes es van rendir.

## Després de la batalla

### Anàlisi
El 8 de juny, el 47 Comando s'havia reduït a una força de 200 oficials i homes. El 9 de juny van rebre la visita del general Montgomery, qui va xerrar amb els soldats El batalló va rebre l'ordre de traslladar-se a la zona de Douvres-la-Délivrande i després va rebre l'ordre de moure's a l'est del riu Orne per reforçar la 6a Divisió Aerotransportada britànica. El tinent general Sir Brian G. Horrocks, comandant del XXX Cos cap al final de la campanya de Normandia, va escriure sobre la captura de Port-en-Bessin per part del 47è Comando Royal Marine Comando: "És dubtós que, en la seva llarga i distingida història, els marines hagin aconseguit alguna cosa més fina".
Sir Robert Bruce Lockhart, historiador i director general de l'Executiu de guerra política britànic durant la Segona Guerra Mundial, va descriure l'actuació de 47 RM Commando com: "La més espectacular de totes les gestes de comando durant la invasió real".
Julian Thompson va escriure: "En la meva opinió, l'operació del 47 RM Commando a Port-en-Bessin va ser una de les grans gestes d'armes de qualsevol unitat, Royal Marines, Exèrcit, Marina o Força Aèria de qualsevol nació durant la Segona Guerra Mundial. " 
L'endemà, els soldats del 16è Regiment d'Infanteria (EUA) que havien desembarcat a la platja d'Omaha el dia D es van traslladar cap a Port-en-Bessin i finalment es van enllaçar amb el 47 Comando, unint les platges britàniques i americanes. La principal terminal nord-americana de PLUTO s'ubicaria a Cherbourg, però la ciutat no seria finalment capturada fins al 30 de juny, de manera que Port-en-Bessin tindria un paper important en el subministrament de l'exèrcit aliat que lluitava a Normandia.

### Víctimes
El 47è Comando (Royal Marine) va tenir 136 baixes, 46 morts i 70 ferits.

### Condecoracions
Tot i que es va denegar la concessió de la Creu Victòria al capità Terry Cousins, el 47è Comando va rebre 3 Creus Militars, 6 Medalles Militars i una Creu de Guerra francesa per l'acció de Port-en-Bessin.